# Час біологічного напіврозпаду
Час біологі́чного напівро́зпаду для речовин (англ. biological half life) — час необхідний для того, щоб кількість субстанції в біологічній системі зменшилась наполовину завдяки біологічним процесам.
«Період напіввиведення» — важливий фармакокінетичний параметр, термін, який використовують у фармакології для характеристики швидкості виведення медичного препарату з організму, що також означає втрату половини його фармакологічної активності. Як правило, це стосується очищення організму через функцію нирок і печінки на додаток до функції екскреції та видалення речовини з організму. У медичному контексті, період напіврозпаду може також описувати час, необхідний для скорочення вдвічі концентрації речовини в плазмі крові (період напіввиведення в плазмі). Відношення між біологічним періодом і періодом напіввиведення в плазмі може бути складним в залежності від даної речовини, через фактори, що включають накопичення в тканинах (зв'язування з білками), активні метаболіти та взаємодії рецепторів.

## Приклади

### Вода
Період напіввиведення води з людини становить від 7 до 14 днів. Але він може змінюватися в залежності від поведінки. Вживання алкоголю у великих кількостях прискорює цей час. Це було використано для знезараження людей, які зазнали внутрішнього забруднення тритвєвою водою (тритієм). Вживання такої ж кількості води мало б такий же ефект, але більшості людей складно пити великі обсяги води. Основа цього методу очищення (використовуваного в Харуелле) - збільшення швидкості, з якою вода в тілі замінюється новою.

### Алкоголь
Виведення етанолу з організму через окислення алкогольдегідрогеназою в печінці обмежена. Отже, видалення великої концентрації алкоголю з крові може слідувати кінетиці нульового порядку. Крім того, кроки, що обмежують темп для одної речовини, можуть бути придатними для інших речовин. Наприклад, концентрація алкоголю в крові може бути використана для зміни біохімії метанолу і етиленгліколю. Таким чином, окислення метанолу до токсичного формальдегіду і мурашиної кислоти в організмі може бути припинено прийомом відповідної кількості етанолу людиною, яка вжила метанол (який є дуже токсичним і викликає сліпоту і смерть). Людина, яка вжила етиленгліколь, може бути вилікувана таким же чином.
Період напіввиведення також залежить від швидкості обміну речовин індивіда.

### Поширені ліки
| Речовина     | Період напіввиведення                                         |
| ------------ | ------------------------------------------------------------- |
| Аденозин     | < 10 секунд                                                   |
| Норепінефрін | 2 хвилини                                                     |
| Оксаліплатин | 14 хвилин                                                     |
| Сальбутамол  | 1,6 годин                                                     |
| Залеплон     | 1-2 години                                                    |
| Морфін       | 2-3 години                                                    |
| Мельдоній    | 3-6 годин                                                     |
| Метадон      | від 15 годин до 3-х днів, в окремих випадках до 8 днів        |
| Фенітоїн     | 12-42 години                                                  |
| Бупренофрін  | 16-82 години                                                  |
| Клоназепам   | 18-50 годин                                                   |
| Діазепам     | 20-100 годин (активний метаболіт, нордазепам 1.5-8.3 дні)     |
| Флуразепам   | 0.8-4.2 дні (активний метаболіт, десфлюразепам 1.75-10.4 дні) |
| Донепезин    | 70 годин (приблизно)                                          |
| Флуоксетин   | 4-6 днів (активний липофільний метаболіт 4-16 днів)           |
| Дутастерид   | 5 тижнів                                                      |
| Бедаквілін   | 5,5 місяців                                                   |

### Метали
Період напіввиведення цезію - від одного до чотирьох місяців. Його можна скоротити вживанням берлінської блакиті. Вона виступає в травній системі в якості твердого іоніту, який поглинає цезій і вивільняє іони калію.
У випадку з деякими речовинами важливо думати про тіло людини або тварини як про що складається з декількох частин, кожна зі своєю близькістю до речовини і кожна з різним періодом напіввиведення (фармакокинетическое моделювання на фізіологічну основу). Спроба вивести речовину з усього організму може збільшити навантаження на певну частину організму. Наприклад, якщо людині, що отруївся свинцем, ввести ЕДТА при лікуванні отруєння, тоді, в той час як швидкість виведення свинцю буде збільшена, свинець кинеться в мозок, де він може завдати найбільшої шкоди.
Полоній має період напіввиведення з організму приблизно від 30 до 50 днів.
Цезій має період напіввиведення з організму приблизно від одного до чотирьох місяців.
Ртуть (у вигляді метилртути) має період напіввиведення з організму приблизно 65 днів.
Свинець має період напіввиведення з кісток приблизно 10 років.
Кадмій має період напіввиведення з кісток приблизно 30 років.
Плутоній має період напіввиведення з кісток приблизно 100 років.
Плутоній має період напіввиведення з печінки приблизно 40 років.